# Kathryn Immonen
Kathryn Immonen (/ˈɪmoʊnən/; née Kuder; 1971) és una escriptora de còmics i webcomics canadenca. Ha escrit diversos còmics per a Marvel Comics des del 2007, en col·laboració amb el seu marit Stuart.

## Biografia
El 2007 Immonen va començar a treballar per a Marvel Comics escrivint una història de Hellcat, amb Stuart proporcionant l'art, per als quatre primers números d'una nova etapa de Marvel Comics Presents. Això va ser seguit el 2008 per una mini-sèrie Patsy Walker: Hellcat de cinc números, aquesta vegada amb l'artista asturià David Lafuente.
El maig de 2009, Immonen es va convertir en escriptor de la sèrie premiada de Marvel Comics, Runaways amb l'artista Sara Pichelli.
Kathryn i Stuart Immonen han estat creant diversos webcomics juntament amb els seus treballs impresos per a Marvel Comics. El seu primer còmic web va ser Never as Bad as You Think, que va ser publicat per Boom! Studios el desembre de 2008. El webcomic va ser seguit per Moving Pictures, que va veure una publicació impresa per Top Shelf Productions l'abril de 2010. Aquest darrer webcòmic va agafar un to més fosc que l'humorístic Never as Bad as You Think, transcorregut a la França dels anys quaranta durant la Segona Guerra Mundial i protagonitzat per nazi. The A.V. Club va descriure Moving Pictures com "il·lustrativa del gran talent com a escriptora que és realment Immonen".
Immonen i l'artista Tonči Zonjić van col·laborar a la minisèrie de Marvel Heralds, amb un repartiment de personatges principals totalment femení.
El gener de 2011 es va estrenar la nova minisèrie de quatre parts de Marvel Comics Wolverine and Jubilee, amb l'artista Phil Noto. El 2012, es va fer càrrec del títol Journey into Mystery amb el número 646, passant de Loki a Sif com a personatge principal.

## Premis
- Premi Kimberly Yale 2010 al millor talent nou per Runaways[13]

### DC Comics
- The Flash vol. 2 nº 226 (amb Stuart Immonen, acreditada com a Kathryn Kuder novembre de 2005)
- Superman 80-Page Giant nº 1 one-shot (novembre de 2010)

### Boom! Studios
- Never as Bad as You Think (novel·la gràfica) (amb Stuart Immonen, HC, 64 pàgines,ISBN 1-93450-673-7, gener de 2008)

### Marvel Comics
- Patsy Walker: Hellcat (sèrie limitada) (juliol-november 2008)
  - Patsy Walker: Hellcat (tpb, 2009, ISBN 0-7851-3379-8) recopila:
    - "Snowball Effect"(amb David Lafuente, a núm. 1-5, 2008)
    - "The Girl Who Could Be You!" (amb Stuart Immonen, a Marvel Comics Presents vol. 2 núm. 1-4, 2007–2008)
- Runaways vol. 3 (agost 2009-novembre 2009)
  - Homeschooling (HC, 136 pàgines, 2009, ISBN 0-7851-4037-9) recopila:
    - "Homeschooling" (amb Sara Pichelli,a núm. 11-14, 2009)
- Spider-Man: A Chemical Romance núm. 1, (amb Lara West, desembre 2009)
- Marvel Heartbreakers, one-shot, "Untitled" (amb Elena Casagrande, febrer 2010)
- X-Men: Pixie Strikes Back (sèrie limitada) (febrer-maig 2010)
  - X-Men: Pixie Strikes Back (TPB, 96 pàgines, 2010, ISBN 0-7851-4676-8) recopila:
    - "Pixie Strikes Back!" (amb Sara Pichelli, núm. 1-4, 2010)
- Breaking into Comics the Marvel Way! núm. 1, "It's Not Lupus!" (amb Serena Ficca, març 2010)
- Girl Comics vol. 2 núm. 2, "Good To Be Lucky" (amb Colleen Coover, maig 2010)
- Heralds (sèrie limitada) (juny 2010)
  - Heralds (TPB, 120 pàgines, 2011, ISBN 0-7851-4761-6) recopila:
    - "Heaven or Las Vegas" (amb Tonči Zonjić, núm. 1, 2010)
    - "Dreams Never End" (amb Tonči Zonjić i James Harren, a núm. 2, 2010)
    - "Burning Up The Future" (amb Tonči Zonjić i James Harren, a núm. 3, 2010)
    - "Gods Will Be Gods" (amb Tonči Zonjić, James Harren i Emma Ríos, a núm. 4, 2010)
    - "Sister of Mine, Home Again" (amb Tonči Zonjić i James Harren, a núm. 2010)
- Wolverine and Jubilee (sèrie limitada) (gener-abril 2011)
  - Curse of the Mutants (HC, 120 pàgines, 2011, ISBN 0-7851-5775-1) recopila:
    - "Cursed" (amb Phil Noto, a núm. 1-4, 2011)
- X-Men: To Serve and Protect núm. 4, "Queen, King, Off-Suit!" (amb Stuart Immonen, febrer 2011)
- Captain America and the First Thirteen, One-shot, "Cherchez La Femme!" (amb Ramón K. Pérez, març 2011)
- Avengers Origins: Thor, One-shot (amb Al Barrionuevo, novembre 2011)
- AVX: VS #1, "The Thing vs. Namor the Sub-Mariner", núm. 6, "Science Battle!" (amb Stuart Immonen, abril, octubre 2012) recopilat a Avengers vs. X-Men: VS (TPB, 160 pàgines, 2013, ISBN 0-7851-6520-7)
- Avenging Spider-Man #7, "Wadjetmacallit?!" (amb Stuart Immonen, maig 2012)
- Journey into Mystery (novembre 2012-agost 2013)
  - Volum 1: Stronger Than Monsters (TPB, 120 pàgines, 2013, ISBN 0-7851-6108-2) recopila:
    - "Stronger Than Monsters" (amb Valerio Schiti, a núm. 646-650, 2012-2013)

  - Volum 2: Seeds of Destruction (TPB, 112 pàgines, 2013, ISBN 0-7851-8447-3) recopila:
    - "A Child's Garden of Verses" (amb Pepe Larraz, a núm. 651, 2013)
    - "Seeds of Destruction" (amb Valerio Schiti, a núm. 652-655, 2013)
- A+X núm. 5, "Epic Matryoshka" (amb David LaFuente, març 2013) recopilat a Volume 1: =Awesome (TPB, 144 pàgines, 2013, ISBN 0-7851-6674-2)
- Ultron núm. 1.AU (amb Amilcar Pinna, abril 2013) recopilat a Age of Ultron Companion (TPB, 200 pàgines, 2014, ISBN 0-7851-8485-6)
- Avengers Annual vol. 5 núm. 1, "It's the most loneliest time of the year!" (amb David Lafuente, desembre 2013) recopilat a Avengers: Revelations (TPB, 136 pàgines, 2015, ISBN 0-7851-9340-5)
- Amazing X-Men vol. 2 núm. 7, "No Goats, No Glory" (amb Paco Medina, May, 2014) recopilat a Volume 2: World War Wendingo (TPB, 136 pàgines, 2015, ISBN 0-7851-8822-3)
- Spider-Verse núm. 2, "Anansi: A Spider in Sheep's Clothing" (amb David Lafuente, gener 2015) recopilat a Spider-Verse (HC, 648 pàgines, 2015, ISBN 0-7851-9035-X)
- Operation S.I.N. (sèrie limitada de cinc números, amb Rich Ellis, gener–maig 2015, recopilat a Operation: S.I.N.: Agent Carter (TPB, 144 pàgines, 2015, ISBN 0-7851-9713-3)
- Agent Carter: S.H.I.E.L.D. 50th Anniversary, one-shot (amb Rich Ellis, setembre 2015)

### Top Shelf Productions
- Moving Pictures (novel·la gràfica) (amb Stuart Immonen, TPB, 144 pàgines,ISBN 1-60309-049-5, juny de 2010)